# アンドレア・ガスタルディ
アンドレア・ガスタルディ（Andrea Gastaldi、1826年4月18日 - 1889年1月9日）はイタリアの画家である。人物画やイタリアの歴史や文学作品に題材をとった作品を描き、トリノの美術学校(Accademia Albertina)で教授を務めた。

## 略歴
トリノで法律家の息子に生まれた。母親は有名な版画家、美術商のジョヴァンニ・ヴォルパト（1735-1803）の姉妹で、芸術的な環境で育ち叔父のヴォルパトの支援を受けた。トリノの美術学校(Accademia Albertina)でミケーレ・クーサ（Michele Cusa: 1799‐1870) やジョヴァンニ・バティスタ・ビスカラ（1790-1851)、カルロ・アリエンティ（1801-1873）に学んだ。
1850年からフィレンツェやローマで修行を続け、パリにもしばらく滞在し、トマ・クチュール（1815-1879）の工房で学び、ポール・ドラローシュ（1797-1856）とも知り合った。
1852年ころからトリノの美術振興協会が毎年開催する展覧会に出展し、1853年にはパリの展覧会でも賞を得た。パリで画家のレオニー・レスキュイエLéonie Lescuyerと出会い後に結婚した。1855年のパリ万国博覧会の展覧会にも出展し、佳作を受賞した。
1855年にサルデーニャ王国の国王、ヴィットーリオ・エマヌエーレ2世が博物学者、政治家のFerdinando Arborio Gattinara di Bremeを美術学校(Accademia Albertina)の校長にして美術教育の改革を進めさせた時、有望な若手芸術家の一人としてアカデミーの会員に選ばれ、1858年に絵画の教授になった。1860年からトリノに定住し、公的な様々な仕事も務めた。アカデミーでのガスタルディの学生には ルイージ・モルガリ（Luigi Morgari: 1857-1935) やアンジェロ・パスカル（Angelo Pascal: 1858-1888) 、チェーザレ・サッカージ（1868-1934）がいる。

## 作品

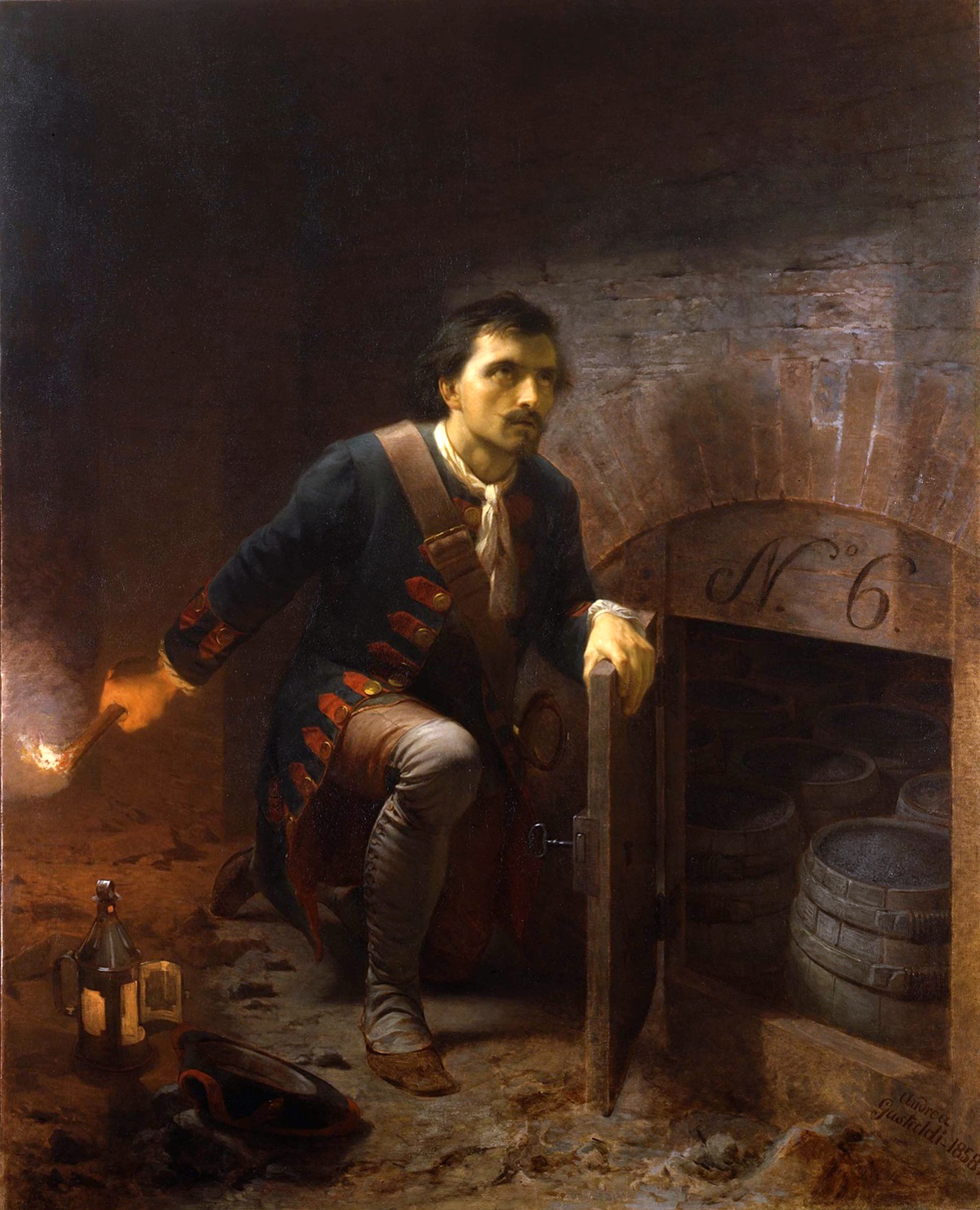
トリノ包囲戦のピエトロ・ミッカ
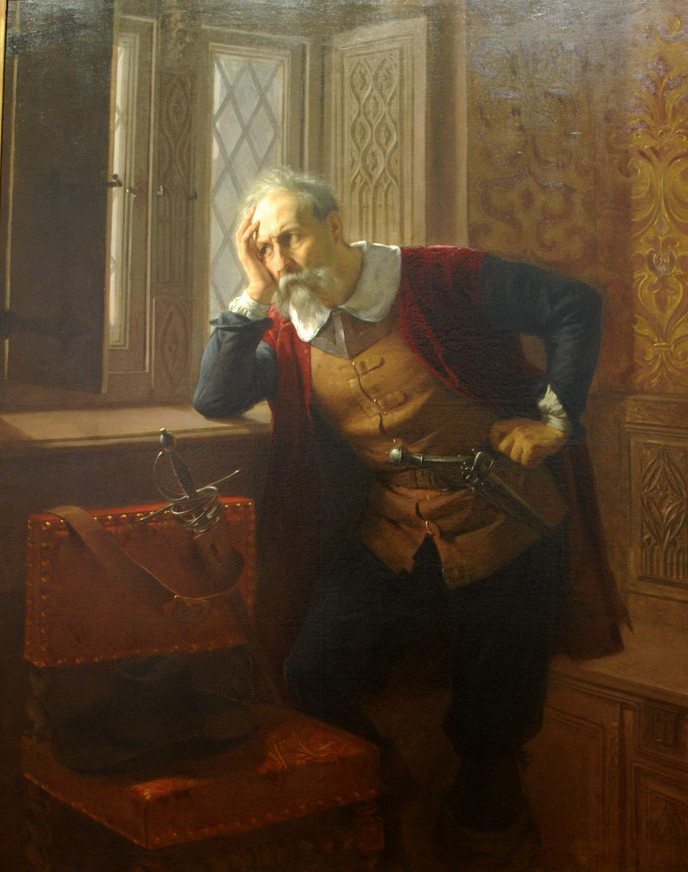
アレッサンドロ・マンゾーニの小説『いいなづけ』の人物 (1860)
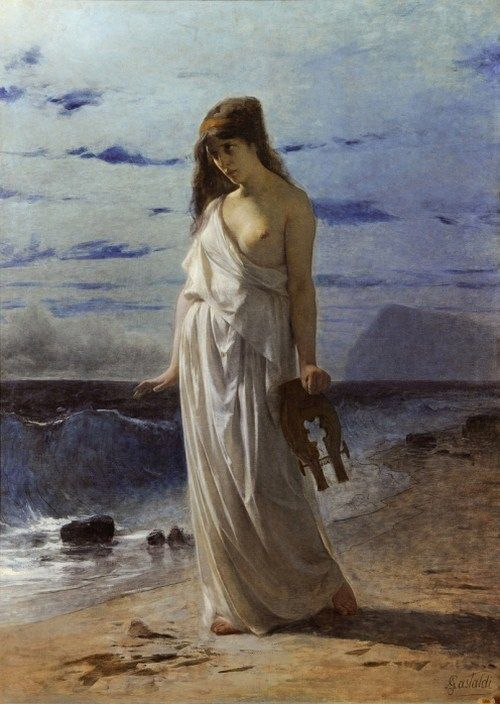
サッフォー (1872)
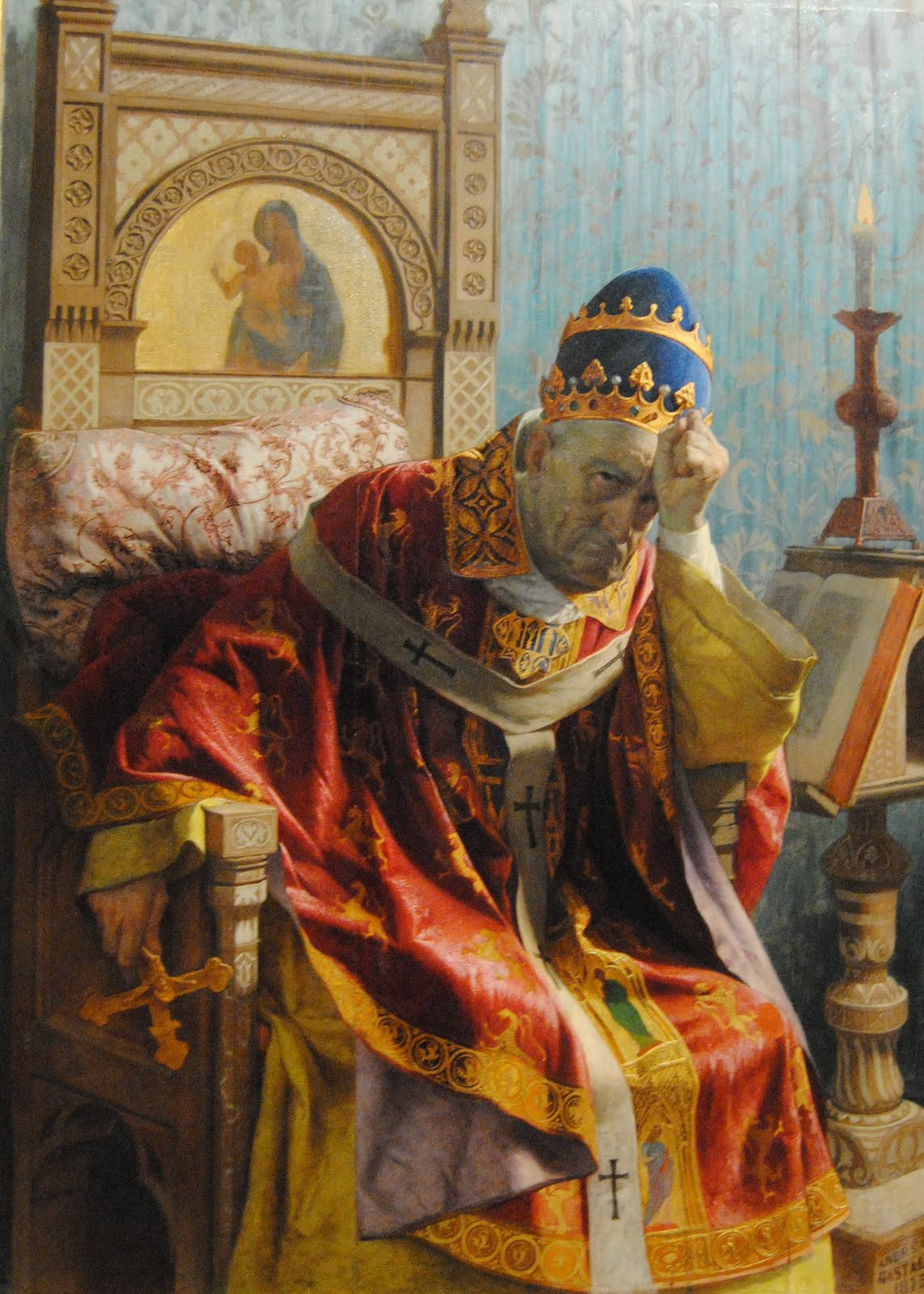
中世のローマ教皇ボニファティウス8世 (1875)

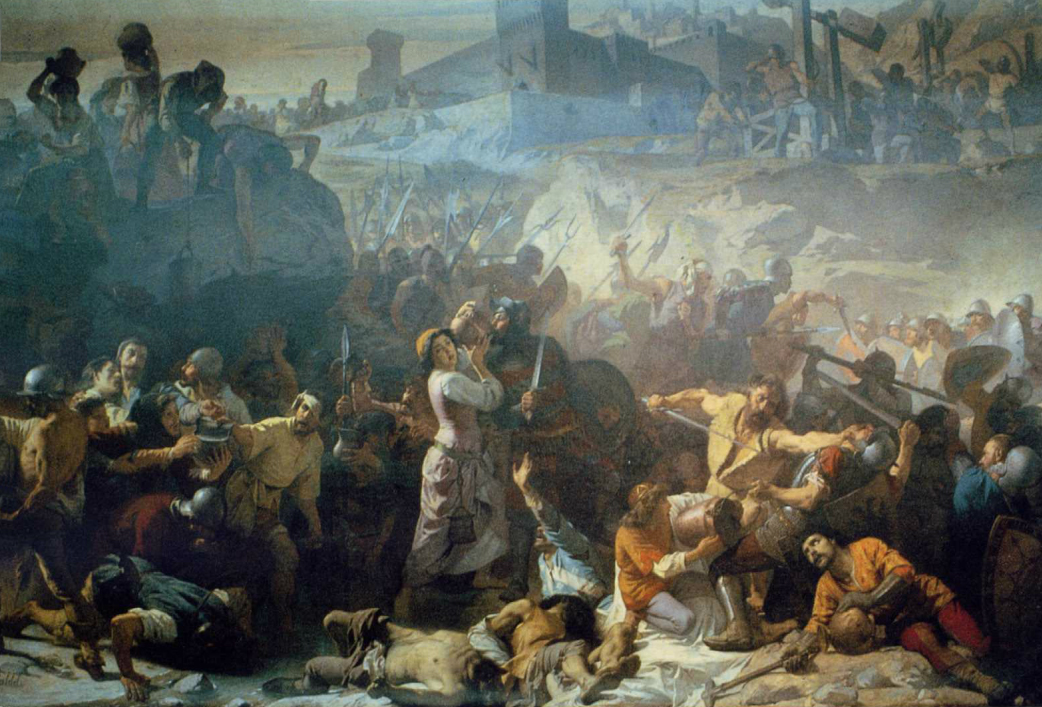
トルトーナの戦い(12世紀の教皇派と皇帝派の戦い) (1867) オスロ国立美術館
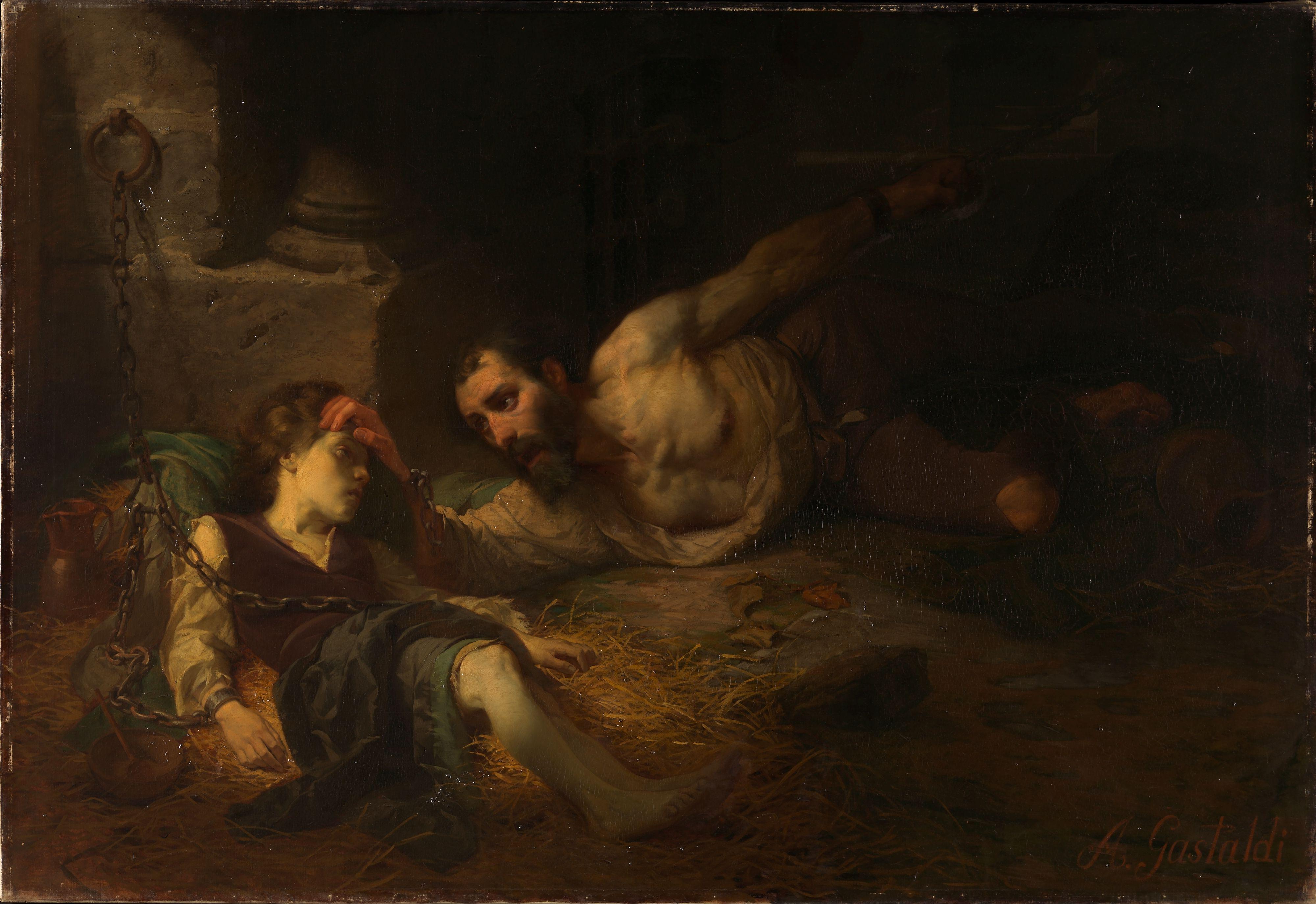
シオンの囚人 (1854) オスロ国立美術館
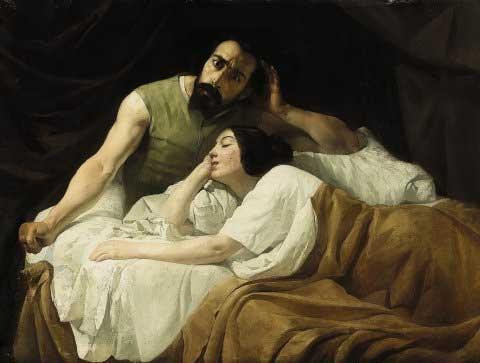
パリジーナの夢（バイロンの詩が題材）